# Razzamatazz
Razzamatazz foi um programa de televisão de música infantil britânico com base que aconteceu no ITV entre 2 de Junho de 1981 e 2 de Janeiro de 1987.
A Cantora Lisa Stansfield ganhou fama como apresentadora do Razzamatazz aos 16 anos. Brendan Healy tocava teclado para o show.
Razzamatazz foi produzido por Tyne Tees Television para a CITV.

## Guia de séries
- Série 1: 13 edições - 2 de Junho de 1981 - 25 de agosto de 1981
- Especial Ano Novo - 1 de Janeiro de 1982
- Série 2: 13 edições - 5 de fevereiro de 1982 - 7 de maio de 1982
- Série 3: 16 edições - 14 de Setembro de 1982 - 31 de Dezembro de 1982
- Série 4: 13 edições - 5 de Abril de 1983 - 28 de Junho de 1983